# Magic Knight Rayearth
Magic Knight Rayearth (Nhật: 魔法騎士（マジックナイト）レイアース Hepburn: Majikku Naito Reiāsu) là một serie manga của Nhật Bản do nhóm CLAMP, gồm các thành viên là Satsuki Igarashi, Ageha Ohkawa, Tsubaki Nekoi và Mokona, sáng tác. Được phát hành định kỳ trên tạp chí Nakayoshi từ số tháng 11/1993 đến số tháng 2/1995, các chương của Magic Knight Rayearth được tập hợp lại thành ba tập Tankōbon, được phát hành bởi Kodansha từ tháng 7/1994 đến tháng 3/1995. Phần tiếp theo cũng được đăng định kỳ trên tạp chí Nakayoshi từ số tháng 3/1995 đến số tháng 4/1996, và được Kodansha phát hành thành ba tập Tankōbon từ tháng 7/1195 đến tháng 4/1996. Manga này được chuyển thể thành hai serie anime vào năm 1994 và một OVA vào năm 1997. Truyện nói về ba cô nữ sinh lớp tám bị cuốn từ nước Nhật Bản thời hiện đại đến một thế giới pháp thuật, nơi họ có nhiệm vụ phải giải cứu một nàng công chúa.

## Nội dung

### Phần một
Magic Knight Rayearth nói về ba nữ sinh lớp tám: Hikaru Shidō (獅堂 光 Shidō Hikaru) cứng cỏi và nghịch ngợm như con trai, Umi Ryūzaki (龍咲 海 Ryūzaki Umi) nóng tính, và Fū Hōōji (鳳凰寺 風 Hōōji Fū) thông minh. Trong một lần đi tham quan tháp Tokyo với trường của mình, ba cô gái bị cuốn vào Cephiro – một thế giới khác nơi pháp thuật hiện diện và ý chí chiến thắng tất cả. Sự yên bình của Cephiro được duy trì nhờ ý chí của người Trụ cột – Công chúa Emeraude – thông qua những lời cầu nguyện của mình. Các cô gái được giao nhiệm vụ đi giải cứu công chúa khỏi tay kẻ bắt cóc là Thần quan Zagato.
Nhờ có Mokona dẫn đường, ba cô gái đã tìm thấy phép thuật có trong chính họ, và đánh thức ba Ma thần (魔神 Mashin) dưới hình dạng robot khổng lồ. Sau khi tìm diệt được Zagato, ba cô gái mới biết rằng Emeraude đã yêu Zagato, khiến công chúa không còn khả năng chỉ tập trung cầu nguyện cho sự bình yên của Cephiro được nữa. Vì vậy, công chúa đã tự giam mình lại và triệu tập các Hiệp sĩ Ma pháp tới để giết mình, vì không một ai ở Cephiro có thể làm hại người Trụ cột. Sau đó, bóng tối trong người công chúa thắng thế và bắt đầu chiến đấu để trả thù các Hiệp sĩ Ma pháp vì đã giết người mình yêu. Phòng vệ không được, chẳng còn cách nào khác, các Hiệp sĩ Ma pháp phải giết công chúa. Sau đó, họ thấy mình được đưa trở lại Tokyo.

### Phần hai
Phần hai nói về những rắc rối nảy sinh sau cái chết của Công chúa Emeraude. Một năm sau, ba nhân vật nữ chính vẫn còn dằn vặt vì vai trò của họ trong cái chết của công chúa. Khi gặp lại nhau ở tháp Tokyo, họ lại bất ngờ được đưa tới Cephiro, nhưng lần này, Cephiro xinh đẹp xưa kia đã hoàn toàn biến mất, chỉ còn một phần nhỏ còn lại là tòa lâu đài, nơi những người sống sót trú ẩn. Nếu như một người Trụ cột mới không được chọn lựa, toàn bộ hành tinh này sẽ bị hủy diệt. Trong lúc đó, ba hành tinh thù địch là Autozam – một hành tinh phát triển cao về kỹ thuật, mong muốn sử dụng chế độ Trụ cột để giúp giảm bớt sự ô nhiễm, Fahren – hành tinh của Công chúa Aska, muốn xâm chiếm Cephiro để biến nơi này thành thế giới theo ý thích của mình, và Chizeta – một hành tinh nhỏ bị quá tải dân số, nên hai chị em công chúa Tatra và Tarta muốn biến Cephiro thành thuộc địa.
Các Hiệp sĩ Ma pháp đều cho rằng vận mệnh của hành tinh Cephiro không nên là nhiệm vụ của chỉ một người, vì điều này sẽ khiến người đó không bao giờ có thể sống và yêu một cách tự do, như công chúa Emeraude. Hơn nữa, nếu một người Trụ cột mới được chọn lựa, khi có điều gì đó cản trở người đó chỉ tập trung cầu nguyện cho sự yên bình của Cephiro, người đó sẽ lại triệu tập các Hiệp sĩ Ma pháp mới tới Cephiro để giết mình, khiến vòng sự kiện này lặp đi lặp lại không có điểm kết thúc. Có một số người khác cũng chia sẻ ý nghĩ này với các hiệp sĩ, đặc biệt là Lantis – Kiếm sĩ Ma pháp duy nhất của Cephiro và là em trai của Zagato, cũng vì những lý do này mà muốn loại bỏ chế độ Trụ cột.
Cuối cùng, hai ứng cử viên được Mokona chọn lựa là Hikaru và Eagle Vision – chàng trai ốm yếu đến từ Autozam, bạn của Lantis, vì Lantis mà muốn kết thúc chế độ Trụ cột bằng giấc ngủ ngàn thu của mình. Mokona chính là người kiến tạo nên Cephiro và các luật lệ nơi đây, sau khi chứng kiến bản chất bạo lực và tàn phá của những con người trên tạo vật trước đây của mình – Trái Đất. Chính Mokona đã đưa ba cô gái trở lại Cephiro. Cuối cùng, Hikaru trở thành người Trụ cột mới của Cephiro, đưa Eagle Vision trở lại Cephiro với sự giúp đỡ của Fū và Umi, cho dù Mokona khăng khăng chỉ cho một người trở lại. Hikaru sau đó loại bỏ chế độ Trụ cột, quyết định rằng số phận của hành tinh này không thể chỉ là trách nhiệm của duy nhất một người. Mokona chấp nhận quyết định này và rời đi cùng với ba Ma thần. Manga kết thúc với chuyến quay lại Cephiro để thăm những người thân yêu của ba cô gái.

### Khác biệt so với bản anime
Phần một của anime khá trung thành với nguyên tác, ngoại trừ việc thêm vào nhân vật Inouva cùng một số câu chuyện phụ khác. Phần hai của anime thì có nhiều khác biệt đáng kể. Đáng chú ý nhất là sự xuất hiện của hai nhân vật phản diện chỉ có trong anime: Nova và Debonair. Cả hai đều được sinh ra từ sự bất an trong nội tâm của con người, Nova là từ nội tâm của Hikaru, còn Debonair từ nội tâm của những người dân Cephiro sau cái chết của công chúa Emeraude. Các Ma thần cũng cho các cô gái biết rằng chính ý chí của họ đã đưa họ trở lại Cephiro. Người mà Umi cảm mến trong anime là Đạo sĩ Clef – điều trong truyện không nhắc đến. Vai trò của Alcyone cũng bị giảm đi đáng kể. Sierra cũng là nhân vật chỉ xuất hiện trong anime. Một số câu chuyện phụ cũng được thêm vào. Khác với nguyên tác manga, trong anime, sau khi ba cô gái quay trở về Tokyo, họ không quay trở lại thăm Cephiro nữa.

## Nhân vật
- Hikaru Shidō (獅堂 光 (Sư Đường Quang) しどう ひかる?, Shidō Hikaru): 14 tuổi, học sinh lớp 8. Sinh ngày 8/8, mắt đỏ, tóc đỏ, nhóm máu O, cao 1m45. Dáng người nhỏ hơn so với tuổi, và thường bị trêu chọc vì tính trẻ con của mình. Tập kiếm đạo từ nhỏ, giúp đỡ cha mẹ và ba anh trai điều hành trường dạy kendo của gia đình. Tính tình thẳng thắn, quyết đoán, hoạt bát, trung thành với bạn bè. Có một người bạn thân từ thời thơ ấy là chú chó Hikari. Là hiệp sĩ có phép thuật về lửa, ma pháp chính là Mũi tên lửa và Tia chớp đỏ. Ma thần là Rayearth. Trong phần hai, Hikaru yêu Lantis – em trai của Zagato.
- Umi Ryūzaki (龍咲 海 (Long Tiếu Hải) りゅうざき うみ?, Ryūzaki Umi): 14 tuổi, học sinh lớp 8. Sinh ngày 3/3, mắt xanh nước biển, tóc xanh dương, nhóm máu A, cao 1m58. Là con gái duy nhất trong một gia đình giàu có, được cha mẹ hết mực cưng chiều. Là nhà vô địch đấu kiếm, chuẩn bị tham dự cuộc thi đấu kiếm. Tính tình nóng nảy, thờ ơ với mọi việc, khó bảo nhất trong ba cô gái nhưng rất tận tâm với Hikaru và Fū. Umi thường gây gổ với Mokona, mang lại những trận cười cho mọi người. Là hiệp sĩ có phép thuật về nước, ma pháp chính là Đao băng, Rồng nước, và Cuồng phong lam sắc. Ma thần là Celes. Ascot thích Umi, nhưng trong anime, Umi có tình cảm với Clef.
- Fū Hōōji (鳳凰寺 風 (Phụng Hoàng Tự Phong) ほうおうじ ふう?, Hōōji Fū): 14 tuổi, học sinh lớp 8. Sinh ngày 12/12, mắt xanh lá cây, tóc ngắn màu vàng, nhóm máu A, cao 1m56. Trong nhà còn có một chị gái tên là Kū. Sở trường là bắn cung. Tính tình điềm đạm, kín đáo, luôn lễ phép với mọi người, là người có trí tuệ và mưu lược nhất trong ba cô gái. Là hiệp sĩ có phép thuật về gió, ma pháp của cô chủ yếu mang tính trị thương và phòng về, như Gió phòng ngự, Gió chữa thương, nhưng cũng có ma pháp chiến đấu như Gió xoáy lục sắc, Bão lục sắc. Ma thần là Windam. Fū yêu Ferio – em trai của công chúa Emeraude.

## Media

### Manga
Magic Knight Rayearth
| # | Phát hành ja              | Phát hành ja                                                                  | Phát hành Tiếng Anh     | Phát hành Tiếng Anh |
| # | Ngày phát hành            | ISBN                                                                          | Ngày phát hành          | ISBN                |
| - | ------------------------- | ----------------------------------------------------------------------------- | ----------------------- | ------------------- |
| 1 | ngày 22 tháng 7 năm 1994  | ngày 4 tháng 6 năm 334642-0 calling template requires template_name parameter | ngày 1 tháng 1 năm 1999 | 978-1-892213-00-6   |
| 2 | ngày 22 tháng 11 năm 1994 | ngày 4 tháng 6 năm 334643-9 calling template requires template_name parameter | ngày 1 tháng 3 năm 1999 | 978-1-892213-08-2   |
| 3 | ngày 6 tháng 3 năm 1995   | ngày 4 tháng 6 năm 334644-7 calling template requires template_name parameter | ngày 1 tháng 9 năm 1999 | 978-1-892213-16-7   |

Magic Knight Rayearth II
| # | Phát hành ja              | Phát hành ja                                                                  | Phát hành Tiếng Anh                  | Phát hành Tiếng Anh |
| # | Ngày phát hành            | ISBN                                                                          | Ngày phát hành                       | ISBN |
| - | ------------------------- | ----------------------------------------------------------------------------- | ------------------------------------ | --- |
| 1 | ngày 26 tháng 7 năm 1995  | ngày 4 tháng 6 năm 334659-5 calling template requires template_name parameter | ngày 1 tháng 6 năm 2000              | 978-1-892213-43-3 |
| 1 | —                         | —                                                                             | February 2003 (unflipped re-release) | 1-59182-266-1 |
| 2 | ngày 18 tháng 12 năm 1995 | ngày 4 tháng 6 năm 334660-9 calling template requires template_name parameter | ngày 1 tháng 3 năm 2003              | [[Đặc_biệt:Nguồn_sách/978-1-892213-52-5 ISBN 1-892213-52-4\|978-1-892213-52-5 ISBN 1-892213-52-4]] calling template requires template_name parameter |
| 2 | —                         | —                                                                             | April 2003 (unflipped re-release)    | 1-59182-267-X |
| 3 | ngày 23 tháng 4 năm 1996  | ngày 4 tháng 6 năm 334661-7 calling template requires template_name parameter | ngày 1 tháng 6 năm 2003              | [[Đặc_biệt:Nguồn_sách/978-1-892213-72-3 ISBN 1-892213-72-9\|978-1-892213-72-3 ISBN 1-892213-72-9]] calling template requires template_name parameter |
| 3 | —                         | —                                                                             | April 2003 (unflipped re-release)    | 1-59182-268-8 |

### Anime
Phần một
| Tập | Tên                                                                         | Phát sóng tại Nhật Bản |
| --- | --------------------------------------------------------------------------- | ---------------------- |
| 1   | "Densetsu no Majikku Naito Shidō" (伝説のマジックナイト始動)                | 17/10/1994             |
| 2   | "Chimmoku no Mori no Sōshi Puresea" (沈黙の森の創師 プレセア)               | 24/10/1994             |
| 3   | "Nazo no Bishōnen Kenshi Ferio" (謎の美少年剣士 フェリオ)                   | 31/10/1994             |
| 4   | "Shūnen no Masōshi Arushiōne" (執念の魔操士 アルシオーネ)                   | 7/11/1994              |
| 5   | "Densetsu no Kōbutsu Esukūdo" (伝説の鉱物 エスクード)                       | 14/11/1994             |
| 6   | "Inochi o Kaketa Puresea no Buki" (命をかけたプレセアの武器)                | 21/11/1994             |
| 7   | "Sutemi no Ferio Sabaku no Koi" (捨て身のフェリオ砂漠の恋)                  | 28/11/1994             |
| 8   | "Shōkanshi Asukotto no Kyōfu no Wana" (召喚士アスコットの恐怖の罠)          | 5/12/1994              |
| 9   | "Majikku Naito Saidai no Kiki" (マジックナイト最大の危機!)                  | 12/12/1994             |
| 10  | "Yomigaeru Densetsu no Mashin Seresu" (よみがえる伝説の魔神セレス)          | 9/1/1995               |
| 11  | "Isekai Sefīro no Mashin Densetsu" (異世界セフィーロの魔神伝説)             | 16/1/1995              |
| 12  | "Osorubeki Genwakushi Karudina" (恐るべき幻惑士 カルディナ)                 | 23/1/1995              |
| 13  | "Kono Sekai de Ichiban Taisetsuna Mono" (この世界でいちばん大切なもの)      | 30/1/1995              |
| 14  | "Hikaru, Umi, Fū no Yuzurenai Negai" (光、海、風のゆずれない願い)           | 6/2/1995               |
| 15  | "Dai Ni no Mashin—Kūjin Windamu" (第二の魔神•空神 ウィンダム)               | 13/2/1995              |
| 16  | "Kyōteki! Kentōshi Rafāga" (強敵! 剣闘士ラファーガ)                         | 20/2/1995              |
| 17  | "Inōba no Shōtai to Yomigaeru Kioku" (イノーバの正体とよみがえる記憶)       | 27/2/1995              |
| 18  | "Saigo no Mashin—Enjin Reiāsu" (最後の魔神•炎神 レイアース)                 | 6/3/1995               |
| 19  | "Taiketsu! Majikku Naito bāsasu Zagāto" (対決! 魔法騎士 vs ザガート)        | 13/3/1995              |
| 20  | "Densetsu no Majikku Naito! Kyōi no Shinjitsu" (伝説の魔法騎士! 驚異の真実) | 13/3/1995              |

Phần hai
| Tập | Tên                                                                                     | Phát sóng tại Nhật Bản |
| --- | --------------------------------------------------------------------------------------- | ---------------------- |
| 21  | "Tabidachi to Aratana Kizuna" (出発(たびだち)と新たな絆)                                | 10/4/1995              |
| 22  | "Sefīro to Mittsu no Kuni" (セフィーロと三つの国)                                       | 17/4/1995              |
| 23  | "Ōtozamu no Shinkō to Rantisu" (オートザムの侵攻とランティス)                           | 24/4/1995              |
| 24  | "Majikku Naito to Senkan NSX" (魔法騎士と戦艦NSX)                                       | 1/5/1995               |
| 25  | "Hikaru to Yume no Naka no Nova" (光と夢の中のノヴァ)                                   | 8/5/1995               |
| 26  | "Majikku Naito to Fāren no Asuka" (魔法騎士とファーレンのアスカ)                        | 22/5/1995              |
| 27  | "Sefīro no Hashira no Himitsu" (セフィーロの柱の秘密)                                   | 5/6/1995               |
| 28  | "Hikaru to Rantisu no Kiken na Tabi" (光とランティスの危険な旅)                         | 12/6/1995              |
| 29  | "Īguru to Torawareta Hikaru" (イーグルと捕われた光)                                     | 19/6/1995              |
| 30  | "Nova to Akuma no Mashin Regaria" (ノヴァと悪魔の魔神レガリア)                          | 26/6/1995              |
| 31  | "Chizēta no Idō Yōsai to Tatakaenai Hikaru" (チゼータの移動要塞と戦えない光)            | 3/7/1995               |
| 32  | "Umi—Fū to Fāren—Chizēta" (海•風とファーレン•チゼータ)                                  | 10/7/1995              |
| 33  | "Hikaru no Negai to Puresea no Himitsu" (光の願いとプレセアの秘密)                      | 17/7/1995              |
| 34  | "Hikaru to Hikisakareta Yūjō" (光と引き裂かれた友情)                                    | 24/7/1995              |
| 35  | "Umi to Tāta—Tatora no Yabō" (海とタータ•タトラの野望)                                  | 31/7/1995              |
| 36  | "Fū tai Asuka! Inochigake no Yumi Shōbu" (風対アスカ! 命がけの弓勝負)                   | 7/8/1995               |
| 37  | "Yomigaere! Hikaru no Ken" (甦れ! 光の剣)                                               | 14/8/1995              |
| 38  | "Īguru—Sefīrojō Sōkōgeki" (イーグル•セフィーロ城総攻撃!)                                | 21/8/1995              |
| 39  | "Sefīrojō Daikonran" (セフィーロ城 大混戦!)                                             | 28/8/1995              |
| 40  | "Majikku Naito to Hitotoki no Yasuragi" (魔法騎士とひとときの安らぎ)                    | 4/9/1995               |
| 41  | "Nova to no Tatakai to Mamono no Shōtai" (ノヴァとの戦いと魔物の正体)                   | 11/9/1995              |
| 42  | "Kyodai Sanyun vs NSX!" (巨大サンユン vs NSX!)                                          | 18/9/1995              |
| 43  | "Ōkan no Heya to Hashira no Kioku" (王冠の部屋と柱の記憶)                               | 16/10/1995             |
| 44  | "Shinken Shōbu! Umi vs Tāta—Tatora" (真剣勝負! 海 vs タータ•タトラ)                     | 23/10/1995             |
| 45  | "Zettaizetsumei! Rantisu no Kiki" (絶体絶命! ランティスの危機)                          | 30/10/1995             |
| 46  | "Hikaru—Shōgeki! Nova no Shinjitsu" (光•衝撃! ノヴァの真実)                             | 6/11/1995              |
| 47  | "Shin no Hashira wa!? Hikaru ka, Īguru ka!?" (真の柱は!? 光か、イーグルか!?)            | 13/11/1995             |
| 48  | "Hateshinai Tatakai!" (果てしない戦い!)                                                 | 20/11/1995             |
| 49  | "Shōri e no Michi! Shinjiru Kokoro ga Hiraku Ashita!" (勝利への道! 信じる心が開く明日!) | 27/11/1995             |

### Bài hát chủ đề
Mở đầu
Ba bài hát mở đầu được sử dụng trong serie và một trong OVA Rayearth:
Magic Knight Rayearth:
- Tập 01-20: "Unyielding Wish" (｢ゆずれない願い｣ "Yuzurenai Negai"?) trình bày bởi Naomi Tamura (田村 直美 Tamura Naomi?)

Magic Knight Rayearth 2:
- Tập 01-22: "I Can't Hate You" (｢キライになれない｣ "Kirai ni narenai"?) trình bày bởi Ayumi Nakamura (中村あゆみ Nakamura Ayumi?)
- Tập 23-29: "Still Embracing Light and Darkness" (｢光と影を抱きしめたまま｣ "Hikari to Kage o Dakishimeta mama"?) trình diễn bởi Naomi Tamura

Kết thúc
Có ba bài hát kết thúc được sử dụng:
Magic Knight Rayearth:
- Tập 01-20: "The Courage Leading to Tomorrow" (｢明日への勇気｣ "Asu e no Yūki"?) trình bày bởi Keiko Yoshinari (吉成 圭子 Yoshinari Keiko?)

Magic Knight Rayearth 2:
- Tập 01-22: "Lullaby - Let me embrace you tenderly -" (｢ら·ら·ば·い〜優しく抱かせて〜｣ "Rarabai ~ Yasashiku Dakasete"?) trình bày bởi Minako Honda (本田 美奈子 Honda Minako?)
- Tập 23-29: "It Will Shine Someday" (｢いつか輝く｣ "Itsuka Kagayaku"?) trình bày bởi Keiko Yoshinari

Rayearth:
- OVA: "All You Need is Love" trình bày bởi Naomi Tamura